# 멜바 무어

멜바 무어(Melba Moore, 1945년 10월 29일 ~ )는 미국의 배우, 싱어송라이터, 가수, 작곡가, 연극 배우, 텔레비전 배우, 피아노 연주자, 영화배우, 성우이다.
뉴욕에서 태어났다.

## 영화
- 헤어 - 그 40년의 역사 (2007년) - 본인 역
- 파이팅 템테이션스 (2003년)
- 찰리의 천국여행  (1989년)
- 사랑의 유람선 (1977년)
- 로스트 인 더 스타스 (1974년)
- 데이빗 프로스트 쇼 (1969년)